# Amt Plau am See
Het Amt Plau am See is een samenwerkingsverband van 3 gemeenten in de Landkreis Ludwigslust-Parchim van de Duitse deelstaat Mecklenburg-Voor-Pommeren. De bestuurszetel bevindt zich in de stad Plau am See.

## Gemeenten
1. Barkhagen (613)
2. Ganzlin (1.419)
3. Plau am See, stad * (6.055)